# Geração de 1928

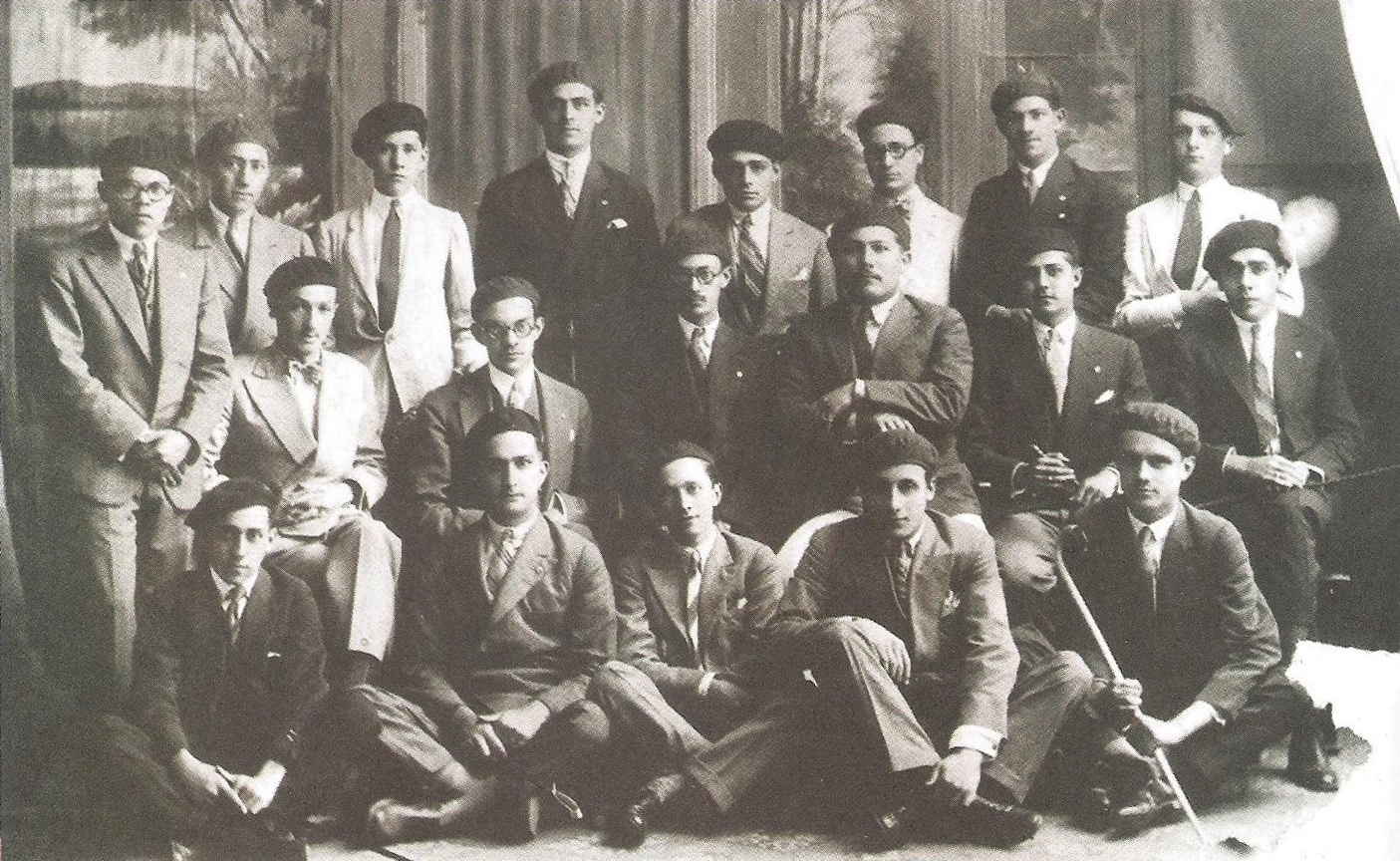
Estudantes da Geração de 1928.

A Geração de 1928 (em castelhano:  Generación del 28) foi um grupo de estudantes venezuelanos que liderou manifestações em Caracas em 1928 contra a ditadura de Juan Vicente Gómez.

## Definição
Um grupo de universitários venezuelanos que liderou um movimento de caráter acadêmico e estudantil no carnaval de Caracas de 1928 que levou a um confronto com o regime de Juan Vicente Gómez ficaria conhecido pelo nome de Generación del 28.
Essa atividade política desencadeada em 1928, com protestos e discursos políticos carregados de ideais democráticos  e anti-gomecistas, levou centenas de estudantes à prisão em La Rotunda e ao Castillo San Felipe em Puerto Cabello.

## Membros e exílio
Muitos políticos proeminentes na transição da Venezuela para a democracia participaram dos protestos. Eles incluem Rómulo Betancourt, Jóvito Villalba, Juan Oropeza, Joaquín Gabaldón Márquez, Raúl Leoni, Andrés Eloy Blanco, Miguel Otero Silva, Pedro Sotillo, Francisco Ignacio Romero, Isaac José Pardo, Juan Bautista Fuenmayor, Germán Suárez Flamerich, Gustavo Machado Morales, e Antonia Palacios.
Após os eventos de 1928, alguns membros da Geração de 1928 partiram para o exílio. As organizações políticas no exílio incluíram a fundação da Agrupación Revolucionaria de Izquierda (ARDI) na Colômbia em 1931 por Rómulo Betancourt e outros. Mais tarde, este se tornou o Partido Democrático Nacional, precursor da Ação Democrática. O Partido Comunista da Venezuela, também fundado em 1931, foi inicialmente liderado por Francisco José "Kotepa" Delgado e Juan Bautista Fuenmayor.